# Sarre-Union

Sarre-Union este o comună în departamentul Bas-Rhin, Franța. În 1 ianuarie 2022 avea o populație de 2.751 de locuitori.